# Dani Martín
Pour les articles homonymes, voir Martín.
Daniel Martín García, alias Dani Martín, est un chanteur et acteur espagnol né le 19 février 1977  à Madrid.

## Biographie
Leader et vocaliste du groupe de pop rock El Canto del Loco créé en 1999.
Le groupe a sorti 8 albums studio et 4 live.
Il mène également une carrière d'acteur avec des rôles dans Yo soy la Juani(2006) de Bigas Luna ou Sin Fin (2004) de M Sanabria, entre autres. 
En 2008, il fait son apparition dans une série policière espagnole pour la chaîne de télévision  Cuatro, Compte à Rebours (Cuenta Atrás) qui dure 2 saisons.
En 2009, il décroche un tout petit rôle dans Les Étreintes brisées de Pedro Almodóvar.
Il est aussi le meilleur ami de Fernando Torres, le joueur de foot de renommée mondiale.
En 2010, il a commencé une carrière en solo.
Le 28 aout 2010, sortie de 16 añitos, le premier extrait de son album Pequeño.
Le 26 octobre 2010, il sort son premier album en solo.
En octobre 2010, il gagne le prix de Meilleur Artiste Solo de la radio espagnole 40 Principales.
Il commence sa tournée à Madrid le 20 novembre 2010 et en finit la première partie en octobre 2011 à Saragosse.
De son album, ont été extraits 3 singles. Le clip du 2e extrait Mira la Vida a été tourné à Paris en novembre 2010 sous la direction du réalisateur argentin Nahuel Lerena.
le dernier extrait intitulé Mi Lamento est une ballade dédiée à sa sœur décédée en 2009. Un autre morceau de l'album lui est également dédié.
La 2e partie de sa tournée se poursuit en 2012. Après de grandes salles à travers toute l'Espagne ainsi que quelques dates en Amérique Latine, il donne depuis la fin de 2011 des concerts dans des théâtres.